# Means of Identification
Means of Identification — дебютный студийный альбом советско-американского трубача Валерия Пономарёва, выпущенный в 1987 году на лейбле Reservoir Records. Альбом был записан на студии Van Gelder Recording Studio в Энглвуд-Клифс, Нью-Джерси, 14 апреля 1985 года при участии тенор-саксофониста Ральфа Мура, японского пианиста Хидеки Такао, басиста Денниса Ирвина и барабанщика Кенни Вашингтона. В альбоме представлены в основном оригинальные треки Пономарёва.

## Отзывы критиков
| Оценки критиков                   | Оценки критиков |
| Источник                          | Оценка          |
| --------------------------------- | --------------- |
| AllMusic                          | [ 1 ]           |
| The Encyclopedia of Popular Music | [ 2 ]           |
| The Penguin Guide to Jazz         | [ 3 ]           |

В своём обзоре для AllMusic Скотт Яноу написал: «Лейбл Reservoir дебютировал с этой превосходной работой трубача Валерия Пономарёва, который записывал свою первую запись в качестве лидера. Пятью годами ранее он завершил почти четырёхлетнее пребывание в Jazz Messengers Арта Блэйки, и хотя он, похоже, так и не получил заслуженной славы, с тех пор Пономарёв стал одним из лучших трубачей хард-бопа, вдохновленных Клиффордом Брауном… музыка должна понравиться коллекционерам хард-бопа». В справочнике The Penguin Guide to Jazz заявили, что на пластинке многорасовая группа Universal Language — чёрные, белые, японцы, славяне — сумела найти общий язык — хард-боб-эсперанто, а также отметили выдающееся исполнение, в частности потрясающее соло Пономарёва.

## Список композиций
Вся музыка написана Валерием Пономарёвым, за исключением отмеченных.
1. «Dialogue» — 5:56
2. «Means of Identification» — 4:52
3. «Mirage» — 3:56
4. «I Remember Clifford» (Бенни Голсон) — 7:41
5. «Fifteenth Round» — 4:56
6. «Envoy» — 5:46
7. «Take Care» — 6:31

Бонус-треки переиздания 1993 года
1. «Take Care» (Альтернативная версия) — 6:15
2. «Russian Christmas Song» (народная) — 4:16

## Участники записи
- Бас-гитара — Деннис Ирвин
- Вокал — Валерий Пономарёв (9)
- Звукорежиссёр — Руди Ван Гелдер
- Тенор-саксофон — Ральф Мур
- Труба — Валерий Пономарёв
- Ударные — Кенни Вашингтон
- Фортепиано — Хидеки Такао

Все данные взяты из примечаний к альбому